# Augusta Maria (schip, 1910)
De Augusta Maria is een schip van het varend erfgoed, dat er bij de bouw uitzag als beurtmotor, met het stuurhutje helemaal achterop.

## Geschiedenis
De opdrachtgever voor de bouw was Petrus Josephus Hofman (1859-1941), eigenaar van de kalkzandsteenfabriek ‘De Nieuwe Industrie’ in Woerden, die het  Augusta Eliza noemde, naar zijn vrouw Antoinetta Maria Narcisse Stael (1870-1970) en dochter Augusta Eliza Joanna Maria (1903). De fabriek ging 29 november 1922 failliet.
In 1923 werd het schip gekocht door Jan Anthonie Egas uit Hardinxveld. Die heeft er een viercilinder Bolinder in laten bouwen en handelde met het schip in hout, riet en hoepels en voer daarvoor in deklast tenen uit de Biesbosch.
Na Egas werd in 1968 Pieter van der Plas eigenaar, riethandelaar in Hardinxveld-Giessendam. Ook hij ging er hout mee varen uit de Biesbosch, maar stopte daarmee toen in 1970 de getijdenbeweging wegviel. Hij ging het als woonschip met de naam Lelie of Leida gebruiken. (Die naam is niet zeker.)
Het schip lag inmiddels half gezonken toen het werd gekocht door Theo van Loon, die het schip weer tot varend woonschip heeft verbouwd en het Nieuwe Zorg heeft genoemd. Er werd ook weer hout mee vervoerd, maar nu van de Rhoonse Grienden, omdat daar nog wel getijbeweging was. Het werd gebruikt om er zinkstukken mee te maken. Hij plaatste een stuurhut met de roef er achter en woonde er een aantal jaren op en later zijn neef.
Hij verkocht het schip aan R. Buzio, een Zwitser die het schip Saudade noemde en het aan de moderne tijd aanpaste. Er kwam een nieuwe motor in het schip en hij gebruikte het schip vanuit Leer als vakantieschip. Omdat zijn gezondheid het varen moeilijker maakte verkocht hij het schip aan de huidige eigenaar, die het tegenwoordig als varend woonschip gebruikt vanuit de vaste ligplaats Gorinchem.

## Galerij

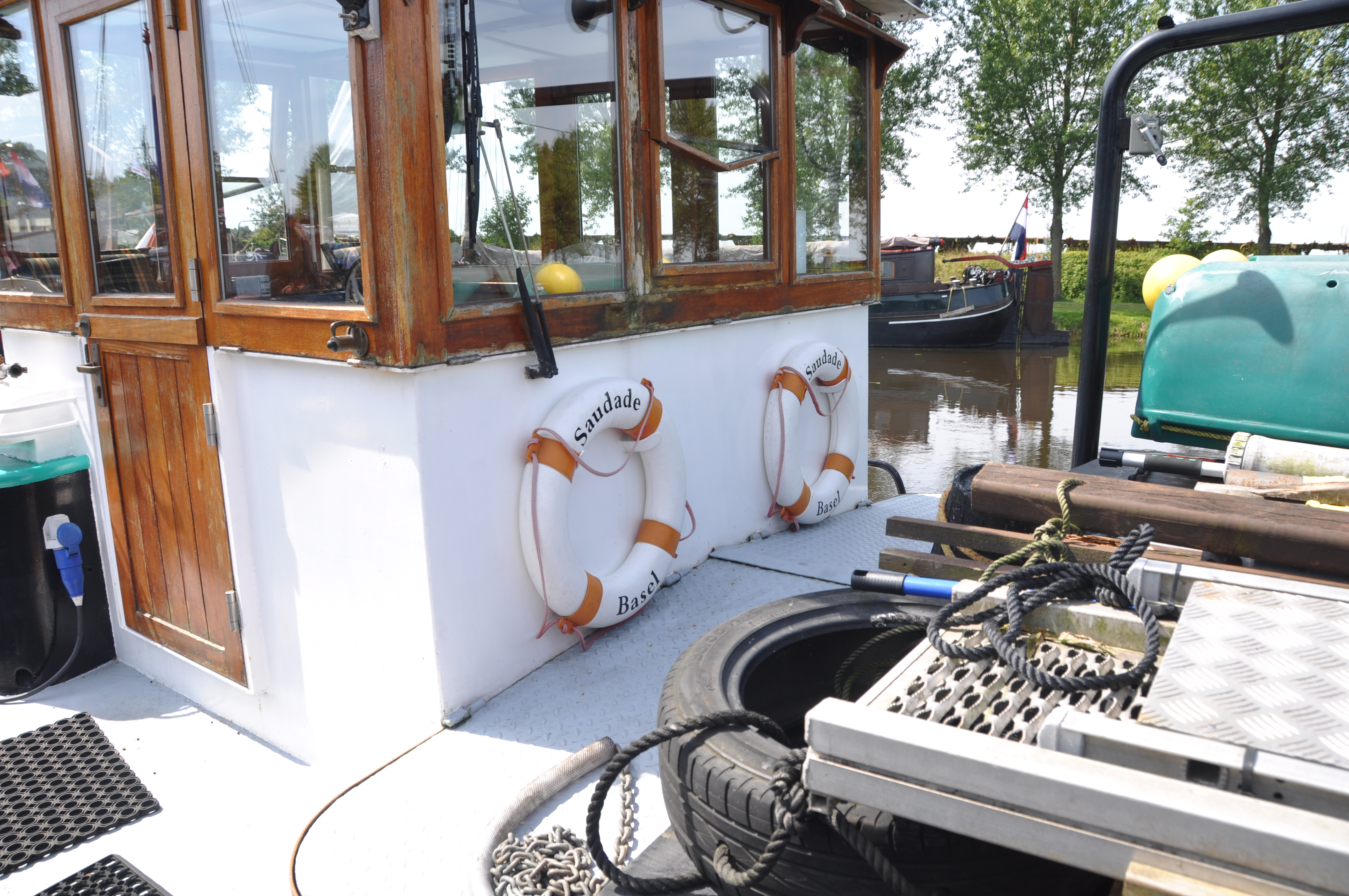
Nog als SAUDADE
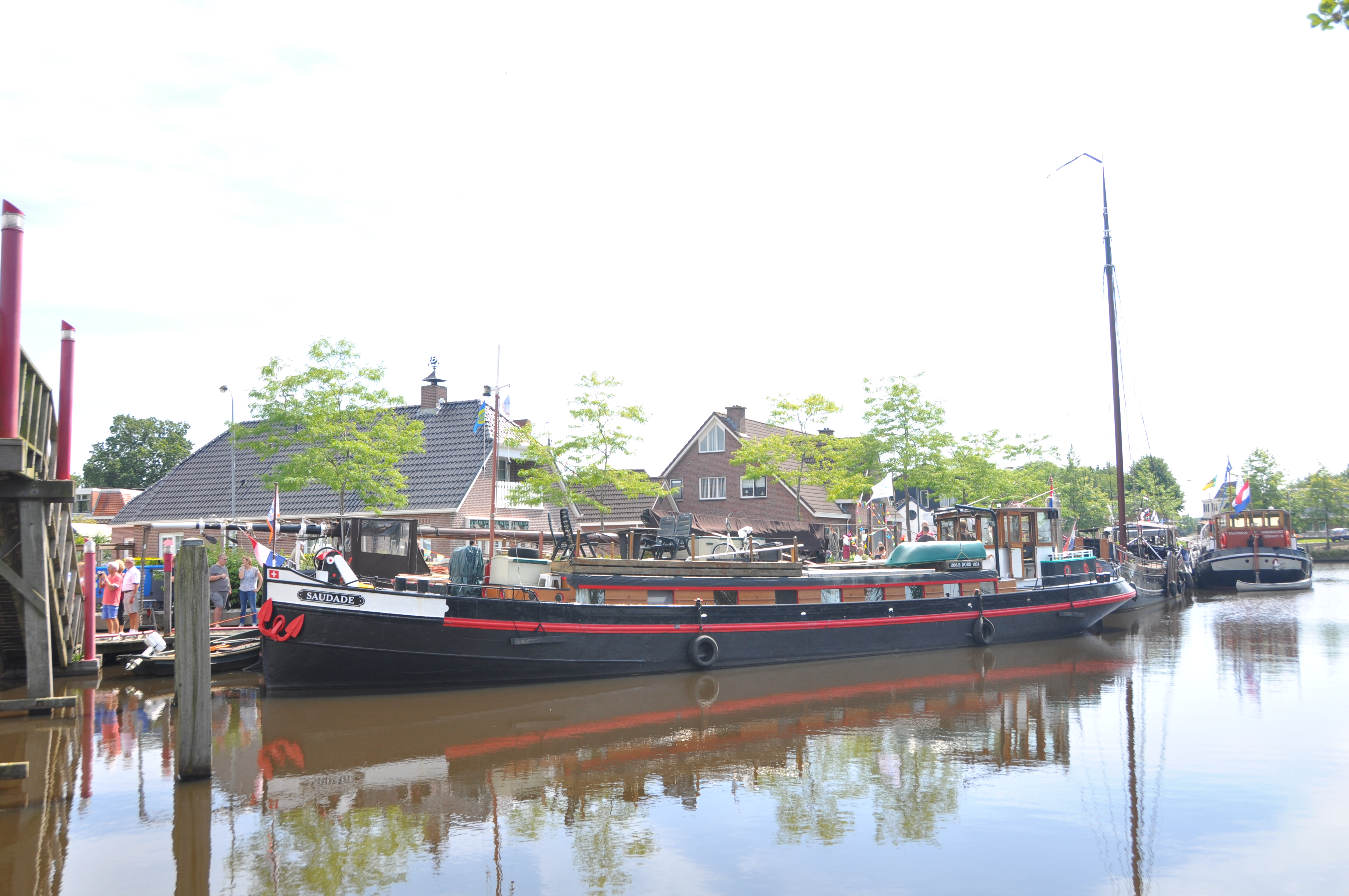
Idem, in Musselkanaal

## Liggers Scheepmetingsdienst[2]
| Meetnummer | District en volgnr. | Meetdatum        | Meetplaats    | Lengte  | Breedte | Inzinking | Waterverplaatsing | Naam               | Eigenaar          | Domicilie |
| ---------- | ------------------- | ---------------- | ------------- | ------- | ------- | --------- | ----------------- | ------------------ | ----------------- | --------- |
| H1395N     | 's-Gravenhage 1395  | 4 juni 1910      | ’s-Gravenhage | 23,00 m | 4,11 m  | –         | 73,458 ton        | Augusta Eliza      | V.J. Hofman       | Woerden   |
|            | Dordrecht           | 28 augustus 1923 | Dordrecht     | 22,94 m | 4,12 m  | –         | 63,279 ton        | De Twee Gebroeders | Jan Anthonie Egas |           |
| R19913N    | Rotterdam 19913     | 10 mei 1954      | Hardinxveld   | 23,00 m | 4,11 m  | 1,41 m    | 64,521 ton        | De Vier Gebroeders | -                 | -         |